# Cochlops
Il coclope (gen. Cochlops) è un mammifero cingolato estinto, appartenente ai gliptodonti. Visse nel Miocene inferiore-medio (circa 18 - 12 milioni di anni fa) e i suoi resti fossili sono stati ritrovati in Sudamerica.

## Descrizione
Questo animale, come tutti i gliptodonti, era dotato di una corazza formata da numerosi osteodermi saldati fra loro, che proteggeva la maggior parte del corpo. Il cranio di Cochlops era caratterizzato da un rostro accorciato, dal profilo facciale fortemente inclinato verso l'avanti, e dal piano occipitale obliquo. In generale, la forma del cranio sembra preannunciare quella di gliptodonti successivi come Panochthus. Il carapace di Cochlops era caratterizzato da placche particolarmente rugose, soprattutto rispetto ad altre forme di gliptodonti arcaici come Asterostemma depressa o Propalaehoplophorus; alcune placche, soprattutto nella regione pelvica, presentavano un'ornamentazione particolare, con un grosso tubercolo centrale conico circondato da tubercoli rugosi più piccoli.

## Classificazione
Il genere Cochlops venne descritto per la prima volta da Florentino Ameghino nel 1889, sulla base di resti fossili rinvenuti in Argentina, in terreni del Miocene inferiore. La specie tipo è Cochlops muricatus, ma a questo genere è stata ascritta anche la specie C. debilis, descritta dallo stesso Ameghino nel 1891. Al genere Cochlops sono state in seguito attribuite anche le forme ascritte al genere Metopotoxus.
Cochlops è un rappresentante arcaico dei gliptodonti; è ascritto al gruppo noto come Propalaehoplophorini, i cui rappresentanti includono alcune forme mioceniche come Propalaehoplophorus, Asterostemma ed Encinepeltus.